# 紙のまち資料館
四国中央市紙のまち資料館（しこくちゅうおうしかみのまちしりょうかん）は、愛媛県四国中央市川之江町にある紙に関する博物館。
四国中央市は「紙幣・切手・収入印紙以外のあらゆる紙が作れる」といわれるほど製紙業が盛んな町である。建物入口前には和紙の原料となる楮が植えられている。

## 歴史
- 1988年（昭和63年）5月 - 川之江市に開館[2][3]。
- 1993年（平成5年） - 天皇・皇后が来館[2]。

## 施設
- 1階 - 各種紙製品の展示即売室
- 2階 - 手漉和紙作り体験ができる実習室
- 3階 - 地域や紙文化の企画展示室

## アクセス
- せとうちバス「港通り」下車後徒歩5分